# 玳瑁
- 關於玳瑁的背甲制作的饰品，請見「玳瑁 (宝石)」。
- 關於一種毛髮顏色與玳瑁相近的貓，請見「玳瑁猫」。

玳瑁是海龟科的海龜，是玳瑁属下唯一一种，又名瑇瑁、蝳蝐、瑇玳、文甲、鷹嘴海龜、十三鲮龟、十三鳞、十三棱龟、明玳瑁、千年龟，简称玳，分为太平洋玳瑁（Eretmochelys imbricata bissa）和大西洋玳瑁（Eretmochelys imbricata imbricata）两種亚种。此物种分布非常广泛，其中太平洋玳瑁分布於印太海域，大西洋玳瑁分布於大西洋中。该物种的模式产地在美洲和亞洲的海域。
玳瑁的外形与其他海龟大致相似，都有扁平躯体、保护背甲、以及适於划水的桨状鳍足，而玳瑁最明显的特点是其鷹喙般的嘴，以及躯体後部锯齿般的缘盾。虽然玳瑁在海域中分布广泛，最主要的生活区是浅水礁湖和珊瑚礁区，珊瑚礁中的许多洞穴和深谷给它提供休息的地方，珊瑚礁中还生活着玳瑁最主要的食物——海绵。部分海绵物种对其他生物来说剧毒且致命，所以玳瑁肉往往有致人死亡的劇毒物质；且由於海绵通常有大量二氧化硅（玻璃主要原料），因此玳瑁是屈指可数能消化玻璃的动物，也是唯一能消化玻璃的海龟。玳瑁的食物还包括栉水母、水母、海葵、虾蟹和贝类等无脊椎动物以及鱼类和海藻。
玳瑁的甲壳上有美丽而又色彩斑斓的花纹，是一种名贵的宝石，可作为首饰、雕塑等饰品的原材料，高贵典雅，有祥瑞幸福、健康长寿的象征，享有“海金”之称。玳瑁工艺在中国已有上千年的历史，工艺水平在唐代已达顶峰，日本的玳瑁工艺也受到了中国很大的影响。正是由於人类对玳瑁的过度需求，导致玳瑁在世界范围内的数量持续减少，已有灭绝的危险，目前两種玳瑁亚种的保护现状均已由世界自然保护联盟（IUCN）评为極危状态。一些国家和地區，如中国大陸和日本，常会猎取玳瑁、挖其巢穴以食用它的肉和蛋，因此玳瑁的保护有很大困难。目前玳瑁受到《瀕危野生動植物種國際貿易公約》的保护，很多国家已禁止猎捕玳瑁，也禁止进出口玳瑁产品。

## 分类与命名
玳瑁最初在1766年由卡尔·林奈描述为，之後由奥地利动物学家利奥波德·费卿格於1843年将其移至玳瑁属（Eretmochelys）；1857年，此物种重新描述为，不过这名称现已不再用。
玳瑁的分類單元有两種公认亚种，代表所有生活在太平洋的已知种群，而另一亚种名则表示在大西洋生活的种群。大西洋玳瑁之所以为指名亚种，原因是林奈最初用於描述物种的模式标本取自大西洋。
费卿格命名的属名Eretmochelys源自希腊语词根eretmo（ἐρετμό）和chelys（χέλυς），两者的意思分别是“桨”和“龟”，意在形容玳瑁桨橹般的鳍足。种加词imbricata是拉丁语，意为“覆瓦状重叠的”，诠释出玳瑁背甲形态的特征。太平洋玳瑁的亚种名bissa源自拉丁语，意为“双重”。此亚种曾描述为Caretta bissa，使玳瑁成为蠵龟属除蠵龟外的唯一物种。

## 演化史
所有的海龟中，玳瑁在身体构造和生态习性有独一无二的特征，包括玳瑁是已知唯一一种主要以海绵为食的爬行动物。玳瑁过於独特，进化地位不太明确。分子分析支持玳瑁是从肉食祖先而不是草食祖先进化而来的观点，因此玳瑁很可能是由肉食物种（如蠵龟）组成的蠵龟族（Carettini）进化而来，而不是由草食物种（如綠蠵龜）组成的海龟族（Chelonini）进化而来。
血清学研究也表明，玳瑁与蠵龟属（Caretta）和丽龟属（Lepidochelys）的亲缘关系较海龟属（Chelonia）近。
下列是与玳瑁相关的动物系统发生树（Hirayama, 1997, 1998, Lapparent de Broin, 2000, et Parham, 2005）：

|  | 丽龟属 Lepidochelys Fitzinger, 1843                |
|  |                                                    |
|  | \| \| 海龟属 Chelonia Brongniart, 1800 \| \| \| \| |
|  |                                                    |
|  | 海龟属 Chelonia Brongniart, 1800                   |
|  |                                                    |

|  | 海龟属 Chelonia Brongniart, 1800 |
|  |                                  |

|  | 丽龟属 Lepidochelys Fitzinger, 1843                |
|  |                                                    |
|  | \| \| 海龟属 Chelonia Brongniart, 1800 \| \| \| \| |
|  |                                                    |
|  | 海龟属 Chelonia Brongniart, 1800                   |
|  |                                                    |

|  | 海龟属 Chelonia Brongniart, 1800 |
|  |                                  |

|  | 丽龟属 Lepidochelys Fitzinger, 1843                |
|  |                                                    |
|  | \| \| 海龟属 Chelonia Brongniart, 1800 \| \| \| \| |
|  |                                                    |
|  | 海龟属 Chelonia Brongniart, 1800                   |
|  |                                                    |

|  | 海龟属 Chelonia Brongniart, 1800 |
|  |                                  |

|  | 丽龟属 Lepidochelys Fitzinger, 1843                |
|  |                                                    |
|  | \| \| 海龟属 Chelonia Brongniart, 1800 \| \| \| \| |
|  |                                                    |
|  | 海龟属 Chelonia Brongniart, 1800                   |
|  |                                                    |

|  | 海龟属 Chelonia Brongniart, 1800 |
|  |                                  |

|  | 丽龟属 Lepidochelys Fitzinger, 1843                |
|  |                                                    |
|  | \| \| 海龟属 Chelonia Brongniart, 1800 \| \| \| \| |
|  |                                                    |
|  | 海龟属 Chelonia Brongniart, 1800                   |
|  |                                                    |

|  | 海龟属 Chelonia Brongniart, 1800 |
|  |                                  |

|  | 丽龟属 Lepidochelys Fitzinger, 1843                |
|  |                                                    |
|  | \| \| 海龟属 Chelonia Brongniart, 1800 \| \| \| \| |
|  |                                                    |
|  | 海龟属 Chelonia Brongniart, 1800                   |
|  |                                                    |

|  | 海龟属 Chelonia Brongniart, 1800 |
|  |                                  |

|  | 丽龟属 Lepidochelys Fitzinger, 1843                |
|  |                                                    |
|  | \| \| 海龟属 Chelonia Brongniart, 1800 \| \| \| \| |
|  |                                                    |
|  | 海龟属 Chelonia Brongniart, 1800                   |
|  |                                                    |

|  | 海龟属 Chelonia Brongniart, 1800 |
|  |                                  |

|  | 丽龟属 Lepidochelys Fitzinger, 1843                |
|  |                                                    |
|  | \| \| 海龟属 Chelonia Brongniart, 1800 \| \| \| \| |
|  |                                                    |
|  | 海龟属 Chelonia Brongniart, 1800                   |
|  |                                                    |

|  | 海龟属 Chelonia Brongniart, 1800 |
|  |                                  |

|  | 丽龟属 Lepidochelys Fitzinger, 1843                |
|  |                                                    |
|  | \| \| 海龟属 Chelonia Brongniart, 1800 \| \| \| \| |
|  |                                                    |
|  | 海龟属 Chelonia Brongniart, 1800                   |
|  |                                                    |

|  | 海龟属 Chelonia Brongniart, 1800 |
|  |                                  |

|  | 丽龟属 Lepidochelys Fitzinger, 1843                |
|  |                                                    |
|  | \| \| 海龟属 Chelonia Brongniart, 1800 \| \| \| \| |
|  |                                                    |
|  | 海龟属 Chelonia Brongniart, 1800                   |
|  |                                                    |

|  | 海龟属 Chelonia Brongniart, 1800 |
|  |                                  |

|  | 丽龟属 Lepidochelys Fitzinger, 1843                |
|  |                                                    |
|  | \| \| 海龟属 Chelonia Brongniart, 1800 \| \| \| \| |
|  |                                                    |
|  | 海龟属 Chelonia Brongniart, 1800                   |
|  |                                                    |

|  | 海龟属 Chelonia Brongniart, 1800 |
|  |                                  |

|  | 丽龟属 Lepidochelys Fitzinger, 1843                |
|  |                                                    |
|  | \| \| 海龟属 Chelonia Brongniart, 1800 \| \| \| \| |
|  |                                                    |
|  | 海龟属 Chelonia Brongniart, 1800                   |
|  |                                                    |

|  | 海龟属 Chelonia Brongniart, 1800 |
|  |                                  |

|  | 丽龟属 Lepidochelys Fitzinger, 1843                |
|  |                                                    |
|  | \| \| 海龟属 Chelonia Brongniart, 1800 \| \| \| \| |
|  |                                                    |
|  | 海龟属 Chelonia Brongniart, 1800                   |
|  |                                                    |

|  | 海龟属 Chelonia Brongniart, 1800 |
|  |                                  |

|  | 丽龟属 Lepidochelys Fitzinger, 1843                |
|  |                                                    |
|  | \| \| 海龟属 Chelonia Brongniart, 1800 \| \| \| \| |
|  |                                                    |
|  | 海龟属 Chelonia Brongniart, 1800                   |
|  |                                                    |

|  | 海龟属 Chelonia Brongniart, 1800 |
|  |                                  |

|  | 丽龟属 Lepidochelys Fitzinger, 1843                |
|  |                                                    |
|  | \| \| 海龟属 Chelonia Brongniart, 1800 \| \| \| \| |
|  |                                                    |
|  | 海龟属 Chelonia Brongniart, 1800                   |
|  |                                                    |

|  | 海龟属 Chelonia Brongniart, 1800 |
|  |                                  |

|  | 丽龟属 Lepidochelys Fitzinger, 1843                |
|  |                                                    |
|  | \| \| 海龟属 Chelonia Brongniart, 1800 \| \| \| \| |
|  |                                                    |
|  | 海龟属 Chelonia Brongniart, 1800                   |
|  |                                                    |

|  | 海龟属 Chelonia Brongniart, 1800 |
|  |                                  |

## 特征

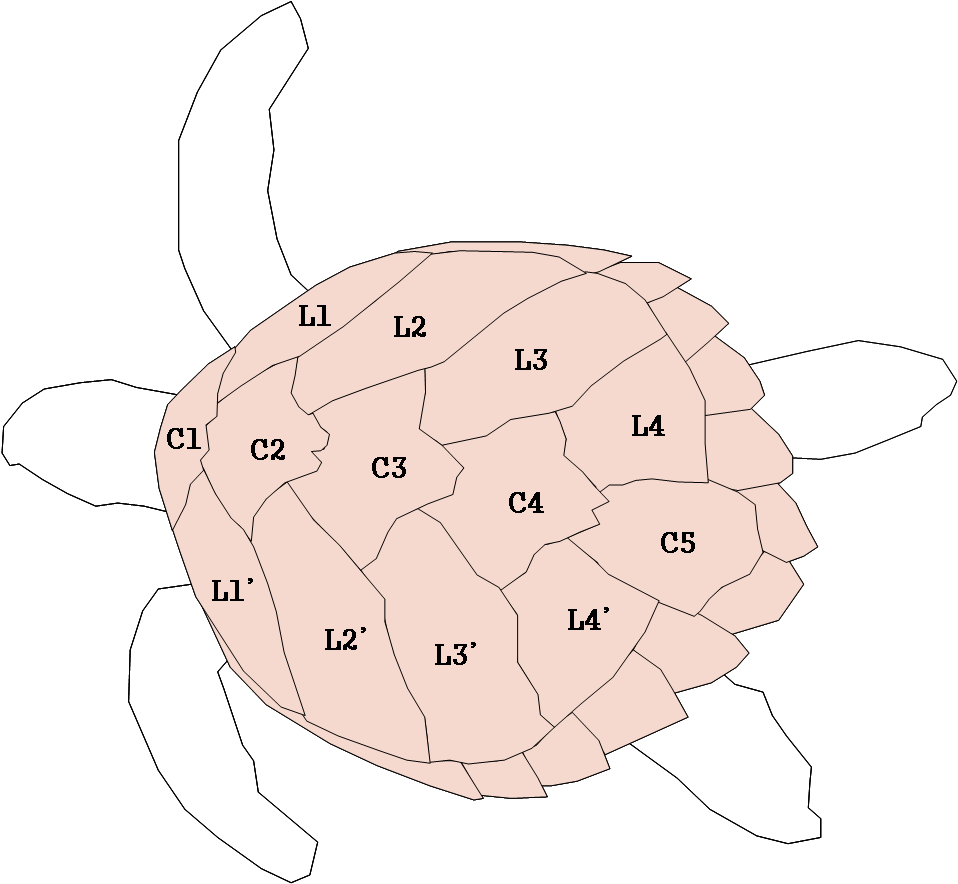
玳瑁背甲特征模式圖

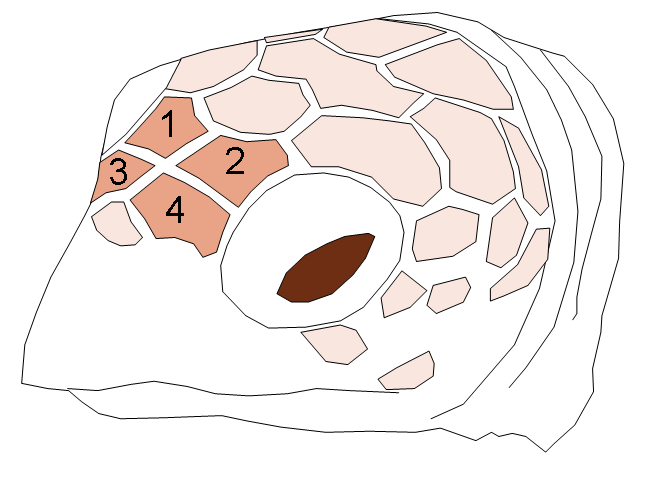
玳瑁头部特征模式圖

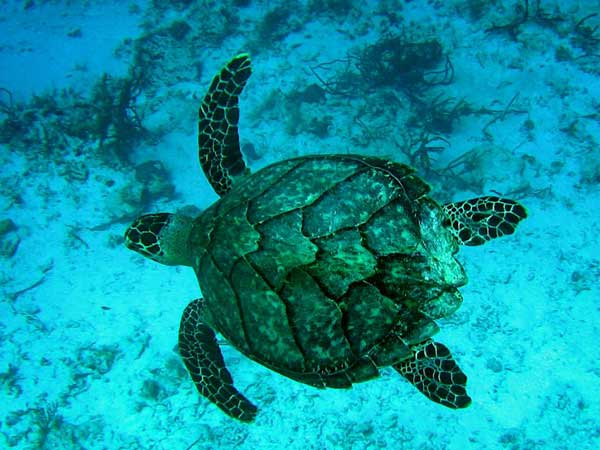
玳瑁背部，从这只玳瑁背上可清晰看到13片盾片以及躯体後部锯齿状的缘盾

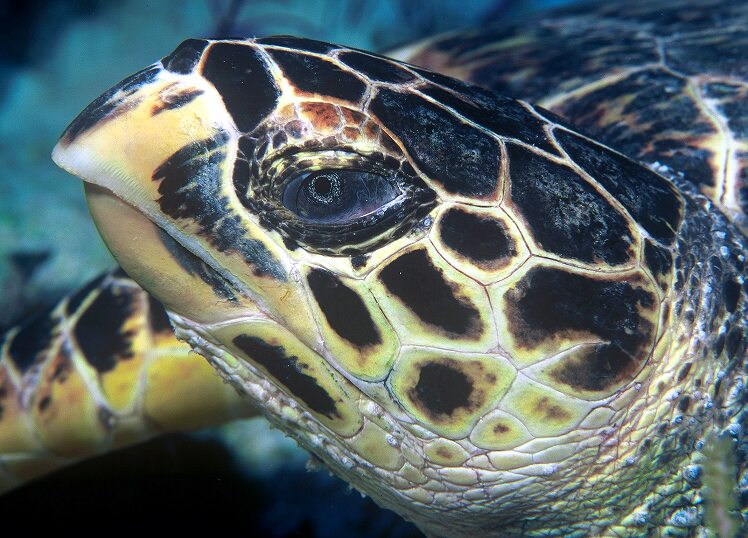
玳瑁独特的嘴

玳瑁如其他海龟一样，具有典型的海龟特征，都有扁平的躯体、保护背甲、以及适於划水的桨状鳍足。一般成年雌龟体长0.6－0.8米，雄龜体长相若，体型较大者可达1米，最大者甚至可达1.7米，平均体重45－80千克，史上捕获最重的玳瑁达210千克。玳瑁最明显的特点是其上颚钩曲尖锐如鷹喙般，也是其俗名“鷹嘴海龜”得名的原因。玳瑁头较长，前额有兩对深红棕色或黑色鳞甲，鼻孔离嘴较近，吻侧内收扁平，前鳍足端各有2爪，後鳍足端各有1爪，前足大，较窄长，後足小，较宽短，游泳时姿态如飞鸟一般。
玳瑁背甲的盾板异常厚，除极老的玳瑁外躯体後部缘盾均呈锯齿状。其背甲平滑亮泽，年轻时腹甲呈心形，成熟后变长，脊棱明显，幼龟背具3纵棱，一般为琥珀色，上有不规则的深浅不一的云状条纹，大多数条纹为淡黄色或棕黑色，并从背甲的中部向边缘辐射。幼龟外表的个体差异一般从5个月大起开始变显著。玳瑁的另一特点就是其独特的背甲，5片椎盾和4对肋盾排列紧密如覆瓦，不过老年玳瑁的盾片排列较疏且平置。椎盾和肋盾加起来是13块盾片，组成了背甲的主体，俗名“十三鲮龟”、“十三鳞”和“十三棱龟”就是根据这特点命名。2片臀盾重叠，末端有较大缝隙。11对缘盾排列在背甲主体两侧，躯体後部的缘盾往往重叠，呈现出锯齿状边缘。玳瑁的甲壳长度可达约1米。腹甲为白色或黄色，有时有棕黑色斑点，具2条纵棱，由13片鳞甲组成。四足扁平，正面为覆瓦状紧密排列的黑色小斑块，背面白色，排列有稀疏黑斑；尾较短，常藏匿於甲内。成年玳瑁雌雄差异较为明显，雄龟比雌龟颜色鲜艳，雄龟尾粗大而腹甲凹陷，爪长，雌龟尾短小而腹甲平坦，爪短。
有证据表明，玳瑁的背甲剥离后，如果真皮层马氏细胞（Malpighian cell）不受损伤，将其放归大海，可以再生出龟甲，北宋人苏颂在《本草图经》对此特点也有所描述：“昔唐嗣薛王之鎮南海，海人有獻生玳瑁者，王令揭取上甲二小片，繫於左臂，欲以辟毒。玳瑁甚被楚毒，復養於使宅後池，伺其揭處復生，還遣送舊處，并無傷矣。”
太平洋玳瑁背甲更近似於心形，脊棱完全连续，头部和鳍足正面的黑色部分为纯黑色；大西洋玳瑁的缘盾排列接近直线，仅在尾部缩锐，脊棱仅在尾部4椎盾连续，头部和鳍足正面的黑色部分为浅黑色。
玳瑁在陆上步行时左前足和右後足同时行动，右前足和左後足同时行动，留在沙滩上的足迹不对称，与綠蠵龜和棱皮龟的对称步态完全不同。

## 分布

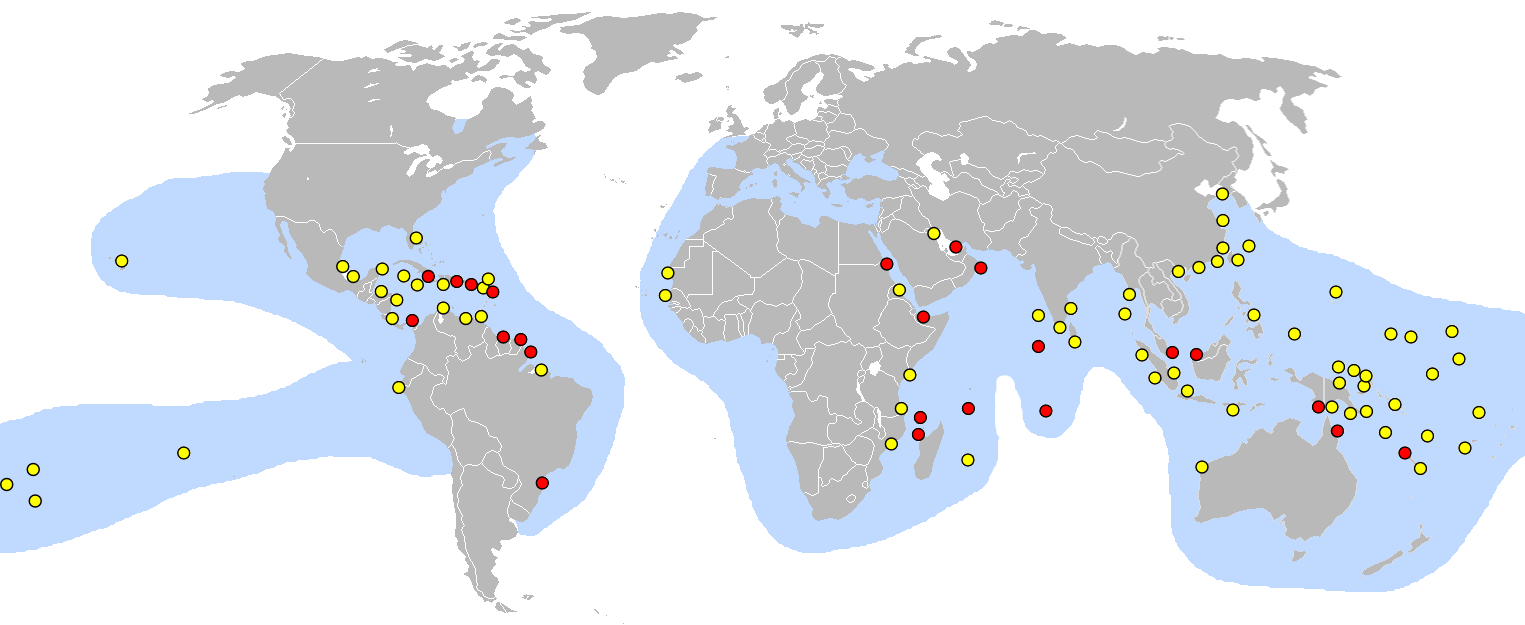
玳瑁的一种分布模式图。
蓝色区域：分布范围
红圈：大型巢位
黄圈：小型巢位

玳瑁分布非常广泛，主要分布在印度洋、太平洋和大西洋的热带珊瑚礁，而且玳瑁是最典型的热带水域海龟。已知玳瑁共有两群主要亚种群，分别是大西洋亚种群和印度洋－太平洋亚种群。DNA測序和PCR技术已用於区分全球的玳瑁种群，同时也为研究不同玳瑁种群在集群筑巢和觅食方面的分类学差异提供了信息。

### 印度洋－太平洋亚种群
印度洋－太平洋亚种群遍布整片印太地区。在印度洋，玳瑁是非洲大陆东海岸、马达加斯加、毛里求斯以及附近岛群周围水域的一种常见海龟；其在印度洋中的分布区一直延伸至亚洲沿岸，包括波斯湾和红海、印度次大陆的整條海岸线沿线、印度尼西亚群岛以及澳大利亚西北海岸。而玳瑁在太平洋中的分布区基本上局限在热带和亚热带海区，分布区最北界是朝鲜半岛和日本列島西南端水域；分布区还包括整片东南亚地区、澳大利大北海岸，再向南就到达了分布区最南界——新西兰北部海岸。分布区横贯太平洋到达太平洋东侧，包括了北界墨西哥下加利福尼亞半島和南界智利北端之间的中美和南美沿海地区，不过目前墨西哥太平洋海岸的玳瑁已经极其稀少了。
在菲律宾群岛，玳瑁有多个已知巢位，如长滩岛（Boracay）上就曾发现一些刚孵出的稚龟。玳瑁和綠蠵龜（Chelonia mydas）在菲律宾群岛西南部的一小群岛亦有巢位，群島名为“海龟群岛”。在夏威夷，玳瑁主要在瓦胡岛、茂宜岛、摩洛凯岛以及夏威夷岛这几座面积较大的主要岛屿上筑巢。在澳大利亚，玳瑁在大堡礁米尔曼岛（Milman Islet）上筑巢。在印度洋，玳瑁的巢位向西远达塞舌尔表姐妹岛（Cousine Island），而当地1994年起就立法保护此物种。塞舌尔国内大大小小的岛屿，如阿尔达布拉群岛（Aldabra Island），均是幼年玳瑁绝佳的索饵场。
在太平洋东部，玳瑁出现在墨西哥下加利福尼亚半岛，南至智利北部沿岸，不过几年前已认为玳瑁在此区域内绝迹。墨西哥、萨尔瓦多、尼加拉瓜以及厄瓜多尔近年亦发现其他重要的巢位和觅食地，为研究和保护玳瑁提供新机会。太平洋东部的玳瑁多在入海口红树林筑巢和觅食，分布在如希基利斯哥灣（Bahia de Jiquilisco，邻接萨尔瓦多）、芬些卡湾（Golfo de Fonseca，邻接尼加拉瓜、萨尔瓦多和洪都拉斯）、Estero Padre Ramos（邻接尼加拉瓜）、瓜也基湾（Golfo de Guayaquil，邻接厄瓜多尔）等地，而不像其他地区的玳瑁栖於珊瑚礁和海底岩石区。跨国计划东太平洋玳瑁计划（页面存档备份，存于）（Eastern Pacific Hawksbill Initiative）致力於研究和保护不为人所了解的玳瑁种群。

### 大西洋亚种群

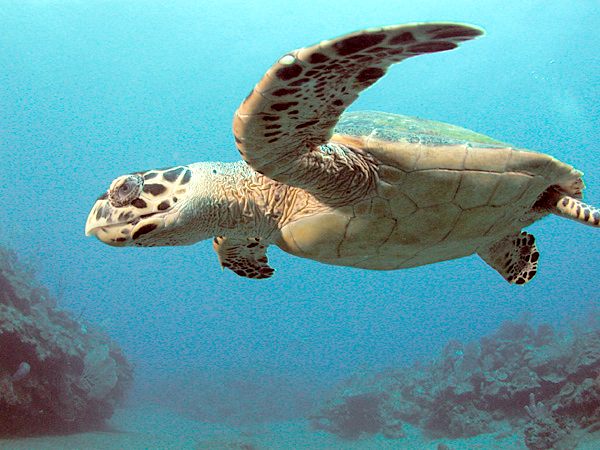
荷属安的列斯薩巴島的玳瑁

大西洋中，玳瑁的分布区西至墨西哥湾，东至非洲大陆南端，北至美国北部疆界沿线的長島海灣。在大西洋东侧，曾有玳瑁出没在英吉利海峡的寒冷水域中，这是迄今为止玳瑁现身的最北端，而玳瑁的分布区向南可延伸至非洲好望角。在加勒比地区，巴西海岸（特别是巴伊亚沿岸）、佛罗里达州南部和夏威夷生活有少数玳瑁，而在安提瓜和巴布达的海滩上也曾有玳瑁出现；哥斯达黎加也有玳瑁的巢位，主要是在托尔图格罗（Tortuguero）附近；古巴岛和波多黎各莫纳岛（Isla de Mona）周围的水域是加勒比玳瑁种群的索饵场。虽然玳瑁是热带海龟，但在美国的高纬度地区，如麻薩諸塞州和長島海灣也有玳瑁出没；弗吉尼亚州沿岸水域也有玳瑁生活。

## 生态

### 栖息地
玳瑁一般在海深18.3米以上的水域中活动，一生会在几片环境完全不同的栖息地生活。成年玳瑁主要在热带珊瑚礁活动，白天进进出出珊瑚礁的洞穴和深谷，這些洞穴和深谷是它休息的地方。作为常常洄游迁徙的海龟，它们的栖息地各种各样，包括广阔的海洋、礁湖甚至是入海口处的红树林沼泽。至今对处於生命早期阶段的幼玳瑁偏好的栖息地知之甚少，但推测它们像其他幼海龟一样在大海过着浮游生物般的生活，直到成年时才会离家。

### 觅食

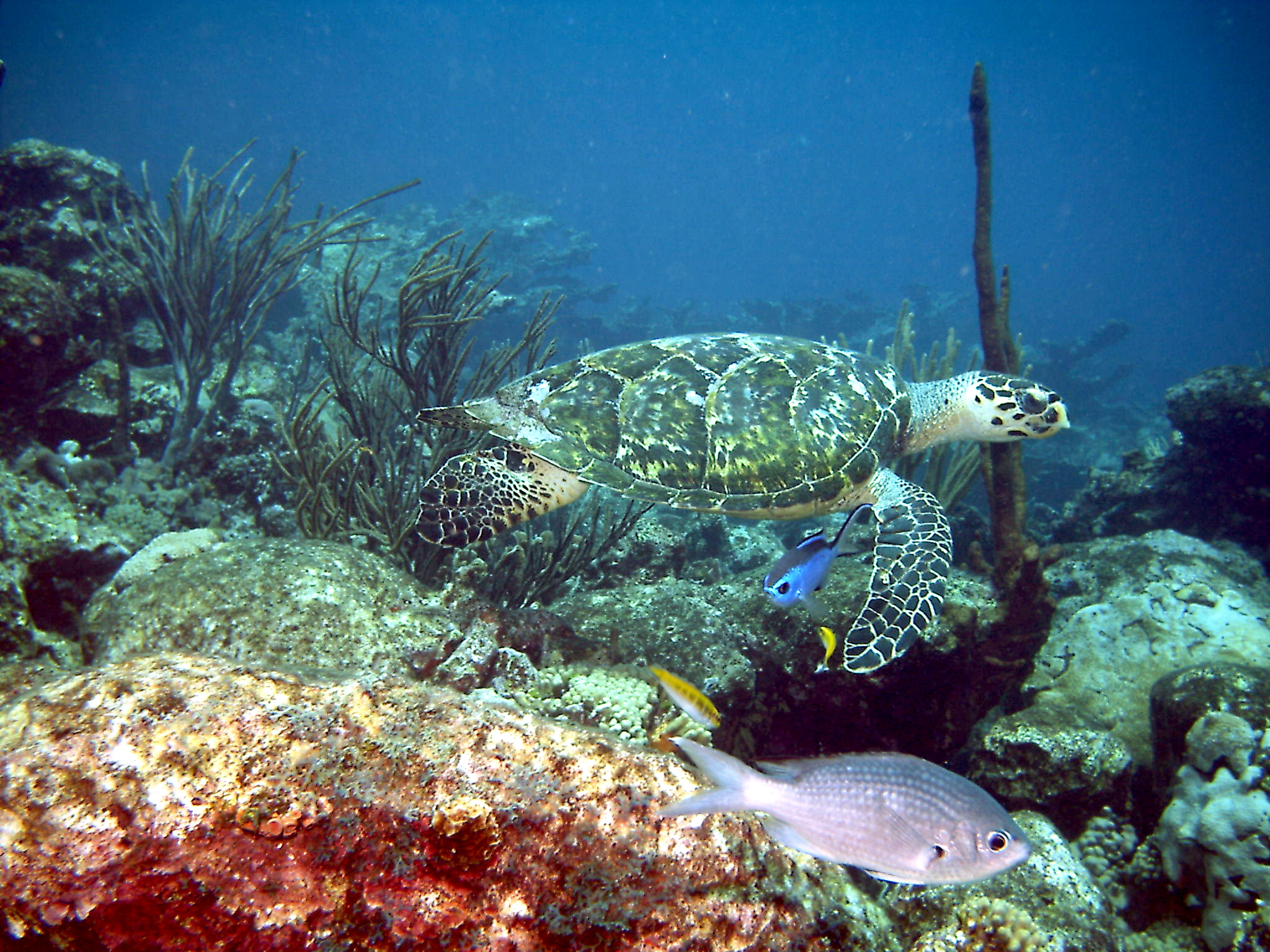
委内瑞拉珊瑚礁中的玳瑁

玳瑁喜欢在珊瑚礁、大陆架或是长满褐藻的浅滩中觅食。虽然玳瑁是杂食动物，最主要的食物仍是海绵。海绵占据了加勒比玳瑁种群膳食总量的70－95%。它们的食量很大，如加勒比的玳瑁一年能消耗544千克海绵。不过像其他以海绵为食的动物一样，玳瑁只觅食几種特定的海绵物种，除此之外不食其他海绵。加勒比玳瑁主要觅食寻常海绵纲（Demospongiae），特别是星骨海绵目（Astrophorida）、螺旋海绵目（Spirophorida，中文名来自日语，下有荔枝海绵科等三科）和韧海绵目（Hadromerida）海绵；玳瑁食用的海绵物种已知有（一种表面有很多凹洞的钵海绵）。
除海绵外，玳瑁的食物还包括海藻以及水母和海葵等刺胞動物，甚至会捕食极为危险的水螅纲动物僧帽水母（Physalia physalis）。玳瑁捕食这些刺胞動物时会闭上没有保护结构的眼睛，而僧帽水母等剧毒動物的刺细胞不能穿透玳瑁生有鳞甲的头部，玳瑁不会受到威胁。玳瑁有时也会捕食虾蟹和贝类，它们双颚十分有力，可以咬碎蟹壳甚至是极为坚硬厚实的贝壳，如雙殼類贝类。玳瑁的嘴方便捕食珊瑚缝隙中的小虾和乌贼，鹰喙般钩曲的嘴可以轻易将它们钩出。
玳瑁对其猎物有很强适应力和抵抗力，它们觅食的一些海绵，如（暗红色肉球状）、鸡肝海绵（Chondrilla nucula）、（翠绿色或褐绿色球状，偶有橙色个体）、（暗红色酒坛状）和寄居蟹皮海绵（Suberites domuncula）对其他生物来说是剧毒且致命。此外还会选择那些富含硅质骨针的海绵为食，如、钵海绵（Geodia）、和。

### 天敵
玳瑁甲壳异常堅硬，很少动物能咬穿它们的壳，天敵種類較少，但鲨鱼和灣鱷算是玳瑁的天敌，章鱼和某些海洋表层鱼类也会捕食成年玳瑁。玳瑁经常觅食海绵，身上会有某些海绵难闻的味道，而且玳瑁取食有毒的海绵和刺胞動物，其肉劇毒，有时可以使某些天敌或人类却步。玳瑁性情甚為凶猛，人類捕捉时会有咬人的举动，不过如果没有受到伤害，它们不会主动攻击人类。

## 生活史
今人对玳瑁生活史了解不多。

### 繁殖

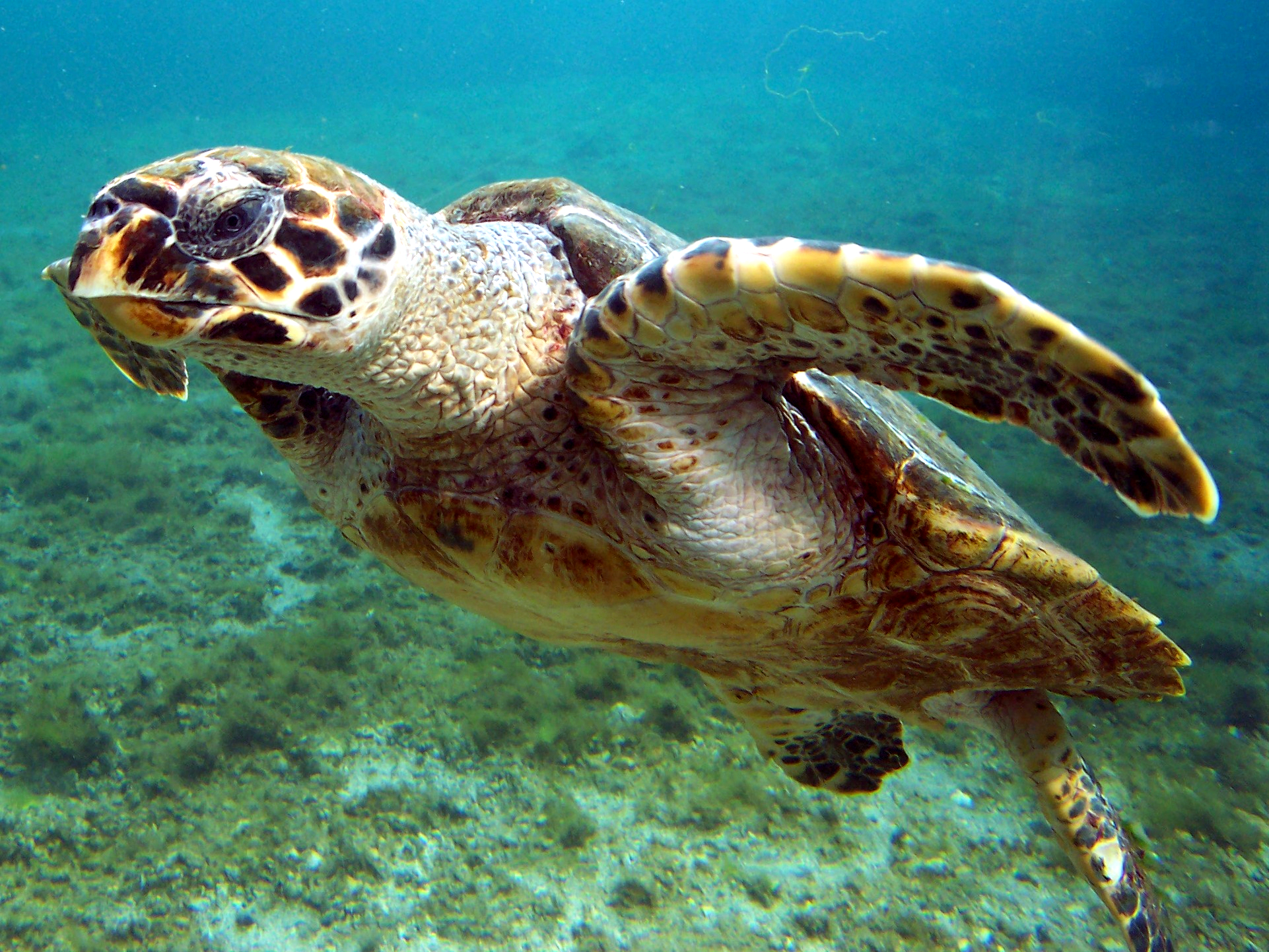
留尼汪岛附近的幼年玳瑁

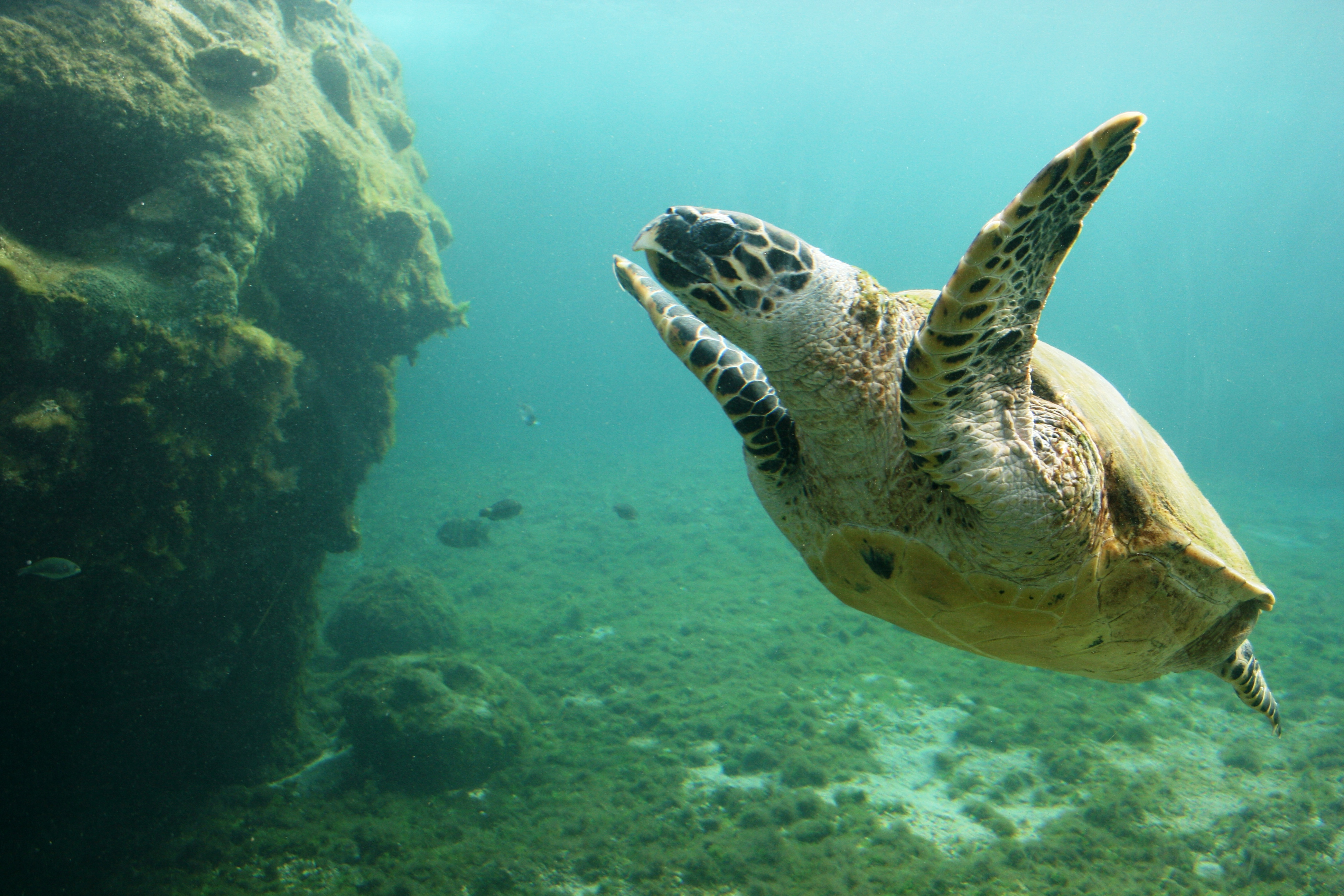
留尼汪岛附近的玳瑁，状如飞鸟

雌玳瑁每2－3年交配一次，它们会回到出生地，在偏僻岛屿上的荫蔽礁湖中交配；大西洋玳瑁的繁殖期一般是4－11月，而生活在印度洋，如塞舌尔的玳瑁种群的繁殖期则是9月至翌年2月；在太平洋，中国沿海的玳瑁一般是每年3－4月繁殖，而在马来西亚的海龟岛，玳瑁则会於7－10月产卵。由於资料不足，尚不知道玳瑁一生是一夫一妻制还是杂乱交配。牠們在岸边浅水中交配，雄龟一般静静等待雌龟前来，有时也会追逐雌龟，不过这种情况非常罕见。雌龜每段繁殖期能產下3－6窩卵，每隔14－16日产一次卵。像其他海龟一样，玳瑁在离它们将来筑巢的海岸不远处的浅水礁湖中交配，而在交配後，雌龜會拖着它们沉重的躯体單獨上岸產卵。首先它们会选择一片区域并清理干净，然後用後足挖个坑，作为自己的巢穴。一般坑穴直径约20厘米，深约30－60厘米。筑巢一般需1－3小时，之後雌龟会产下一窝卵，再用沙子埋好抹平，并做好伪装，但由於它们身体过於沉重，即使用鳍足尽力抹平足迹，沙滩还是会留下明显行迹，人类和其他动物能轻而易举偷走它们的卵。不过，玳瑁最快能在45分钟内完成筑巢，比其他海龟快。玳瑁卵为白色球形，外壳革质，直径3－4.5厘米，重20－31.6克。一般来说，玳瑁一次产卵120－130枚，而加勒比地区和佛罗里达州的玳瑁巢穴每窝通常包含140枚左右的卵，更有甚者能包含250枚卵。在数小时的产卵过程结束後，雌龟就会返回大海。产卵是目前已知玳瑁离开海洋的唯一理由。
过2个月左右，龟卵就会在某夜孵化，刚出壳稚龟体重通常为8－19.5克，太平洋玳瑁的稚龟比大西洋玳瑁的稚龟体型略小。这些刚孵出的稚龟体色灰暗，甲壳呈心形，长2.5－4.6厘米，不如成年玳瑁的壳坚硬，但是盾片已呈覆瓦状排列。它们的头部虽可像成年玳瑁一样伸缩自如，但却不能四周转动。它们与蠵龟的稚龟外表很相似，但一个很明显的区别就是它们只有4对缘盾，而蠵龟的稚龟有5对缘盾。它们的外表很一致，背甲和头颈顶部为黄褐色，头颈部侧面和鹰喙般的嘴为暗灰色，前足两面均为灰色，足後部边缘略带白色，後足两面和腹甲均为暗灰色，腹甲後部有两条发白的脊。幼龜出壳後由映在海面上的月光吸引，本能地奔向大海，但是路灯等人为光源会扰乱其本能行为，使它们迷失方向，黎明前不能到达大海，或會过於干燥脱水而死。稚龟灰暗的体色在白天非常显眼，多种水鸟和方蟹（Grapsidae）等天敌会猎食黎明前未入海的稚龟。

### 早期生活

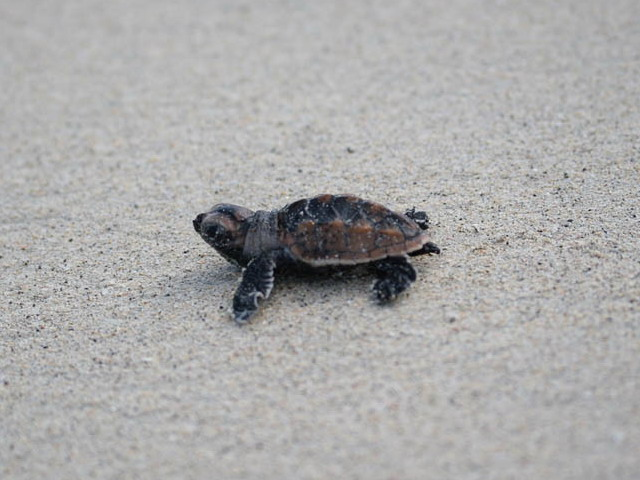
波多黎各玳瑁稚龟

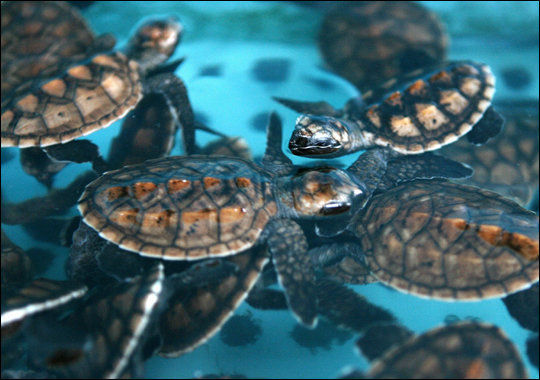
玳瑁稚龟

小玳瑁的成长经过至今仍无法确切了解，稚龟进入海洋後推测会像其他稚龟一样在未来的生活阶段过着浮游生物般的生活，而这阶段所需的时间仍不能确定。虽然玳瑁的生长率尚不明确，但已知幼玳瑁长到大概35厘米长时会结束海上的浮游生活，然後固定在有珊瑚礁的近海岸生活。

### 成年
玳瑁一般需20－30年才會完全成熟，与其他海龟一样，在生命大部分时光裡，总是会在海中孤独遊蕩，只有在交配时才會相聚，唐代李白的《去妇词》就寫到“常嫌玳瑁孤，犹羡鸳鸯偶”，反映出玳瑁這種特點。過去认为玳瑁很少迁徙，但现已知道玳瑁常常洄游迁徙。
虽然缺乏数据，玳瑁寿命尚无共识，但一般认为野生玳瑁的寿命大多数为50－70岁，而最长寿的据说可达1500岁，因此玳瑁得到“千年龟”的别名。

## 保护现状
过去大多数人一致认为玳瑁等海龟物种没有灭绝威胁，因为它们寿命很长，生长缓慢，生殖期长，成熟晚，繁殖率也较高，而且玳瑁种群中年龄层次多，短期内的数量锐减不易发现。但玳瑁的繁殖率虽然高，但是与大多数海龟一样，稚龟的成活率相当低。很多成龟遭人类有意或无意杀死，如误入渔网而身陷其中，或遭鱼钩钩住，或与大型船只相撞，巢位也会被人类和动物侵占。小型哺乳动物会袭击它们的巢穴，把蛋挖出食用。在美屬維珍群島，玳瑁、棱皮龜等海龟的巢穴在刚产卵後就会遭獴袭击，而獛（Genetta）、沙蟹（Ocypode）、胡狼甚至家畜也都会袭击它们的巢穴。

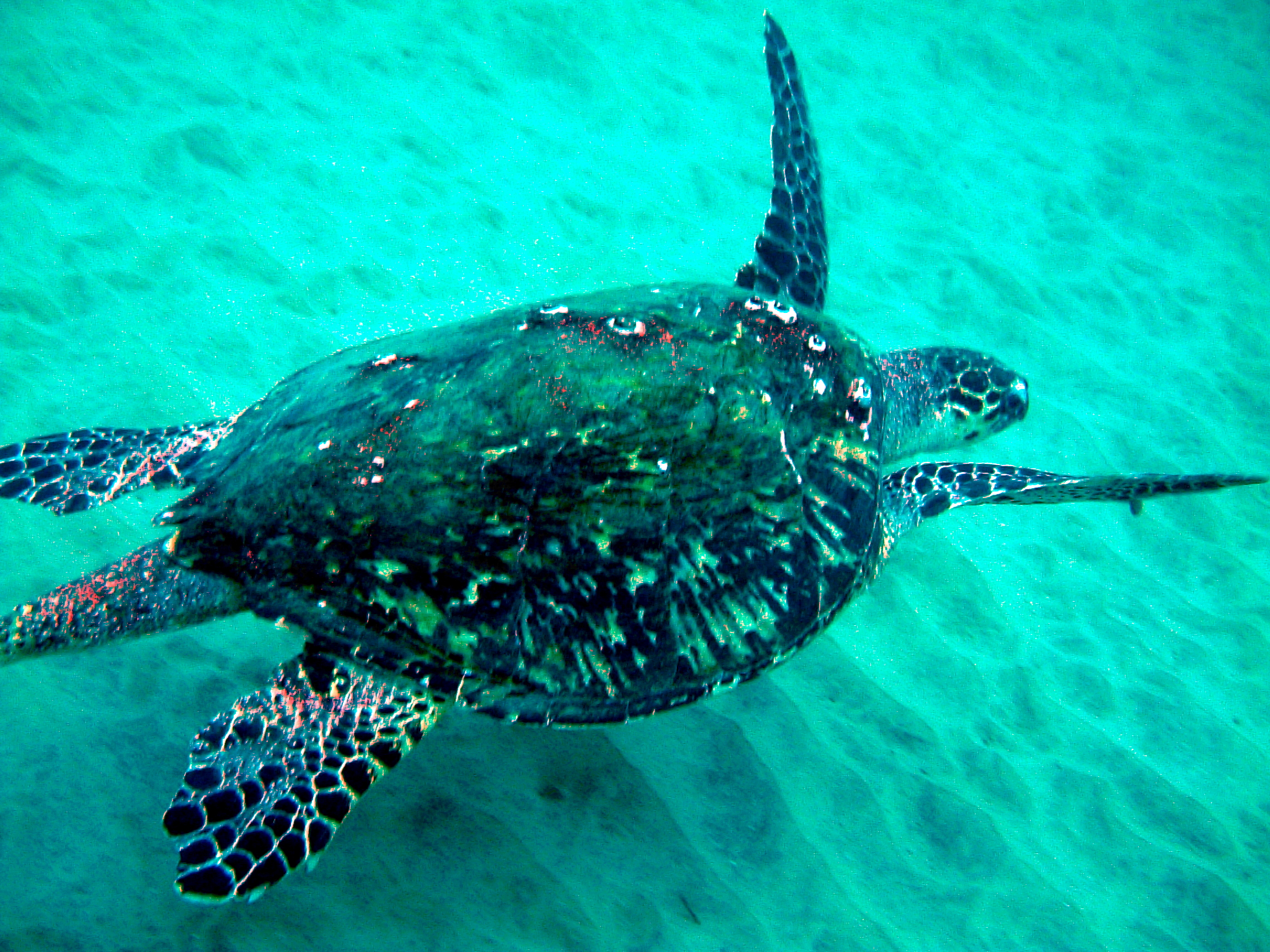
多巴哥岛附近的玳瑁

历史上，IUCN曾於1982年將玳瑁列为瀕危物種。此状态在之後1986年、1988年、1990年和1994年的几次评价中都保持，而从1996年起，IUCN瀕危物種紅色名錄将玳瑁的保护状态升级为极危。將玳瑁评为瀕危物種时就有人反对，两份请愿报告声称玳瑁及其他三種物种在世上有多群重要稳定种群，不过IUCN根据海龟专家组（MTSG）提交的数据分析驳回了这些请愿。海龟专家组提供的数据表明玳瑁在过去三代中种群数量已减少超过80%，而每年筑巢产卵的成熟雌龟减少了84－87%，且在1996年种群数量并无显著增加，而且这些数据在测量中无法顾及到在海洋中漂流觅食的幼年海龟，所以得出的数据大大低估了种群的减少量。因此，根据这些数据，IUCN将玳瑁定为CR A1状态，但并不是CR A2，因为IUCN认为并没有充足的数据表明玳瑁的种群数量在将来会进一步减少80%或以上。

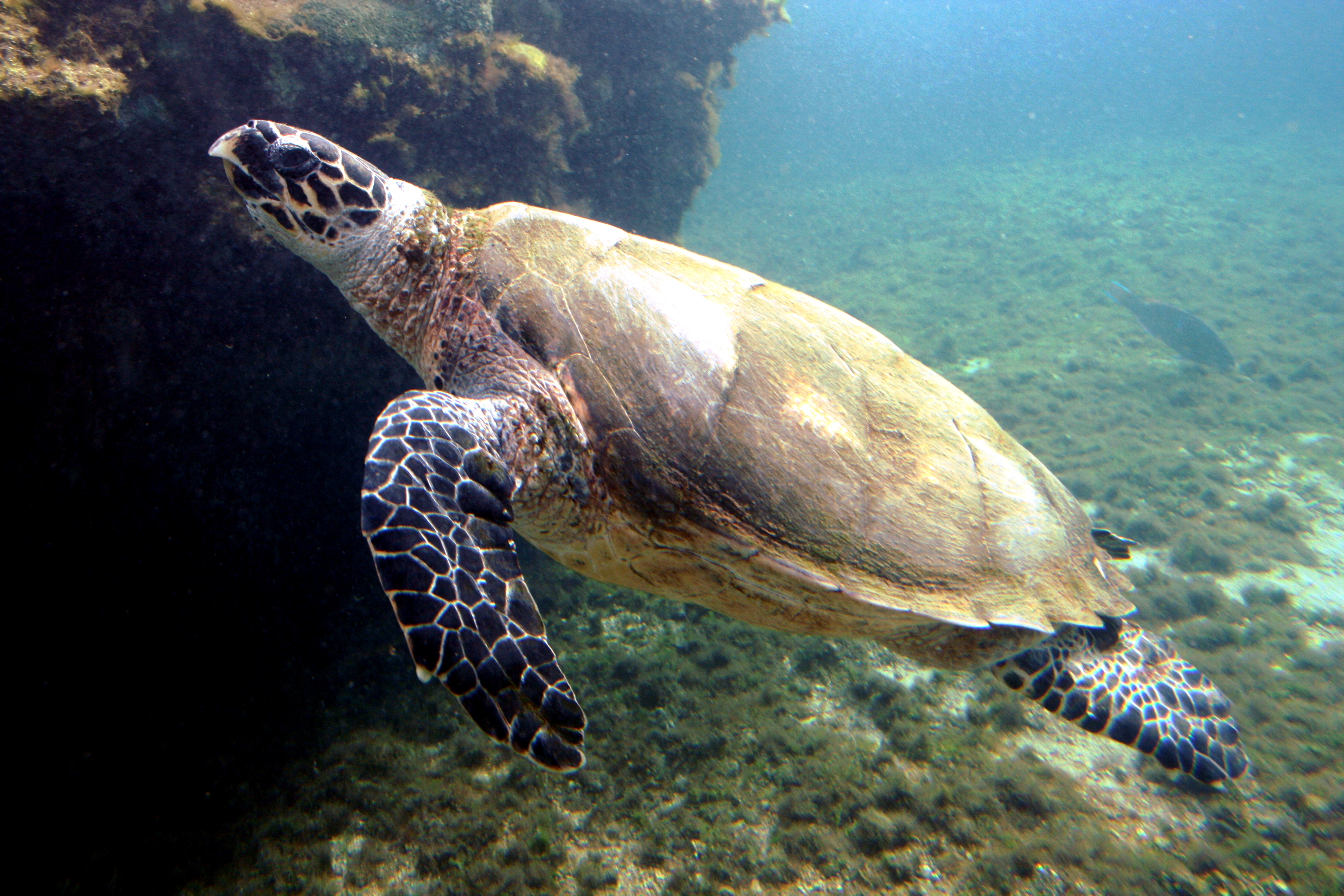
留尼汪岛附近的太平洋玳瑁（E. i. bissa），躯体後部锯齿般的缘盾非常明显

玳瑁以及整科海龟科物种都列入《濒危野生动植物物种国际贸易公约》（CITES）的附录Ⅰ，进出口玳瑁产品，杀害、猎捕或侵扰玳瑁均非法。玳瑁也列入《养护野生动物移栖物种公约》（CMS）的附录一。
过去几年，各国政府保护玳瑁的努力也越来越多，如实行临时或永久法律法规以及建立海龟自然保护区等。美国鱼类及野生动物保护局和美国国家海洋渔业局从1970年起就将玳瑁列为濒危物种，受到《美国濒危物种法》（Endangered Species Act）保护，而美国政府为保护当地玳瑁种群，也已在适当地点实行多次恢复计划。玳瑁在中国列入国家一级重点保护野生动物名录，在广东省惠州市已建有保护玳瑁、綠蠵龜等海龟和其他物种的惠东港口海龟自然保护区，并受到於1988年11月8日由第七届全国人民代表大会常务委员会第四次会议通过并於1989年3月1日执行的《中华人民共和国野生动物保护法》保护。
虽然捕杀玳瑁不合法，但仍有很多人捕捞玳瑁。某些地区食用玳瑁作为美味佳肴，早在公元前五世纪，中国人就视玳瑁等海龟为山珍海味。日本1994年前未加工玳瑁壳的贸易量每年30000公斤左右，之後停止从外国进口玳瑁壳。大批玳瑁贸易的原料均是来自加勒比地区，2006年就发现多明尼加共和國和哥伦比亚等国家定期出口大量已加工玳瑁壳。2001年和2005年，古巴在CITES会议中曾二度递交提案，意欲出口库存玳瑁壳和少数玳瑁，但投票时因几票之差而未通过，最终被迫收回提案。目前中国海南省仍有人不顾法律私下制作销售玳瑁制品，加大了保护玳瑁的难度。

## 饲养

### 环境与饲料
玳瑁饲养池应选择环境安静、供排水方便、通风良好和光线充足的地方，夏季配有遮荫设配，冬季使用带圆锥形塑料薄膜池顶的圆形水池，并带有便於人工操作的供电和排水等设配。玳瑁对水质要求严格，需与海水酸鹼和盐度相似，适宜酸鹼值为8.0－8.5，氨氮含量每升0.1－0.2毫克。玳瑁杂食，除海绵和鱼之外，还会食用水果、树叶、红树树枝、死树皮等，并随年龄增长变得更复杂。饲养玳瑁可用新鲜的鱼、虾、软体动物、海带、海藻及海鱼，不过玳瑁虽杂食，但也会经常拒食一些食物，原因可能是食物不合胃口，或者是不适应环境温度，大约1周後这种情况应该就不会出现了，因为它们已经适应了环境。用活泥鳅作为玳瑁的动物饵料也可达到很好的效果，辅以海带、紫菜和大白菜可较好的饲养玳瑁。
然而，由於玳瑁在很多国家都受到保护，世上大部分国家都禁止公开销售玳瑁制品，因此对於正当养殖者来说，养殖玳瑁并没有多大收益，而相关研究也很少，只有少数水族馆或海洋公园才会饲养1－2只以供观赏。目前养殖玳瑁主要是为了恢复玳瑁种群，保护刚孵化稚龟，免遭海鸟捕食。待海龟成长到某阶段就可在适当时机放生它们。

### 疾病
玳瑁对环境的适应力甚强，但如果管理不得当也会患病。由於生性凶猛，捕捞和运输時很易外伤。玳瑁在很小的水池中容易互相争斗、拍打水面或窜越，更易造成咬伤、撞伤等外伤，如果不及时处理则会感染水霉病及其他病菌，造成患处溃烂以及脱甲，因此饲养较有难度。长期餵飼高脂肪鱼肉会減弱玳瑁肝功能，提升心肌梗塞的機率。玳瑁其他的常见病包括主要由Salmonella regent（一种沙门氏菌）引起的痢疾肠炎，水质污染引起的肿脖子症以及阳光不足、水度过低、水质差、水含盐量不足引起的水霉病，而其他可能发生的疾病还包括细菌、真菌感染或维生素A缺乏引起的眼疾、营养失衡、感冒、其他口腔及消化道疾病以及寄生虫、微生物引起的疾病。其他可能感染的病菌还有气单孢菌属、弧菌属、柠檬杆菌属、假单胞菌属及黄杆菌属的细菌。不过目前对玳瑁的疾病研究也在初级阶段，现已知多发於海龟、可能是由疱疹病毒引起的纤维状多发性乳头瘤病在玳瑁身上却很罕见。
因此，要饲养好玳瑁，必须注意饲料、水温、水质、消毒灭菌、用药等多方面条件。玳瑁如果缺乏维生素A，可餵饲鱼肝油；缺乏多种维生素，可餵飼六合维生素或施尔康治疗营养失衡；治疗外伤可用红药水、云南白药等普通药品涂抹患处；治疗感染需先以药物实验确定用药，皮肤傳染病需要外敷和内服相结合；治疗感冒可肌肉注射青霉素、安痛定等，内服板蓝根等药物；治疗肿脖子症需及时放水，用%1硫酸铜溶液清洗水池消毒，然后注入%2食盐的新鲜水，并用普鲁卡因青霉素40000 U/kg、硫酸链霉素50000 U/kg颈基部肌肉注射，每日1次，放入饲养池前，还要用0.1%高锰酸钾或0.5%硫酸铜溶液擦洗浸泡半小时，4－6天後即可痊愈；治疗水霉病需勤换水以改善水质，先用%1的硫酸铜溶液清洗水池以消毒，然后注入%2食盐的新鲜水并调节成适宜水温，之后用%1的硫酸铜溶液涂抹患处，擦掉溃疡伪膜後换用0.5%硫酸铜溶液或0.1%高锰酸钾溶液擦洗浸泡半小时，然后用紫药水涂抹擦拭患处和全身，如海龟恢复食欲，则表明此病已痊愈。

## 文化象征

### 工艺

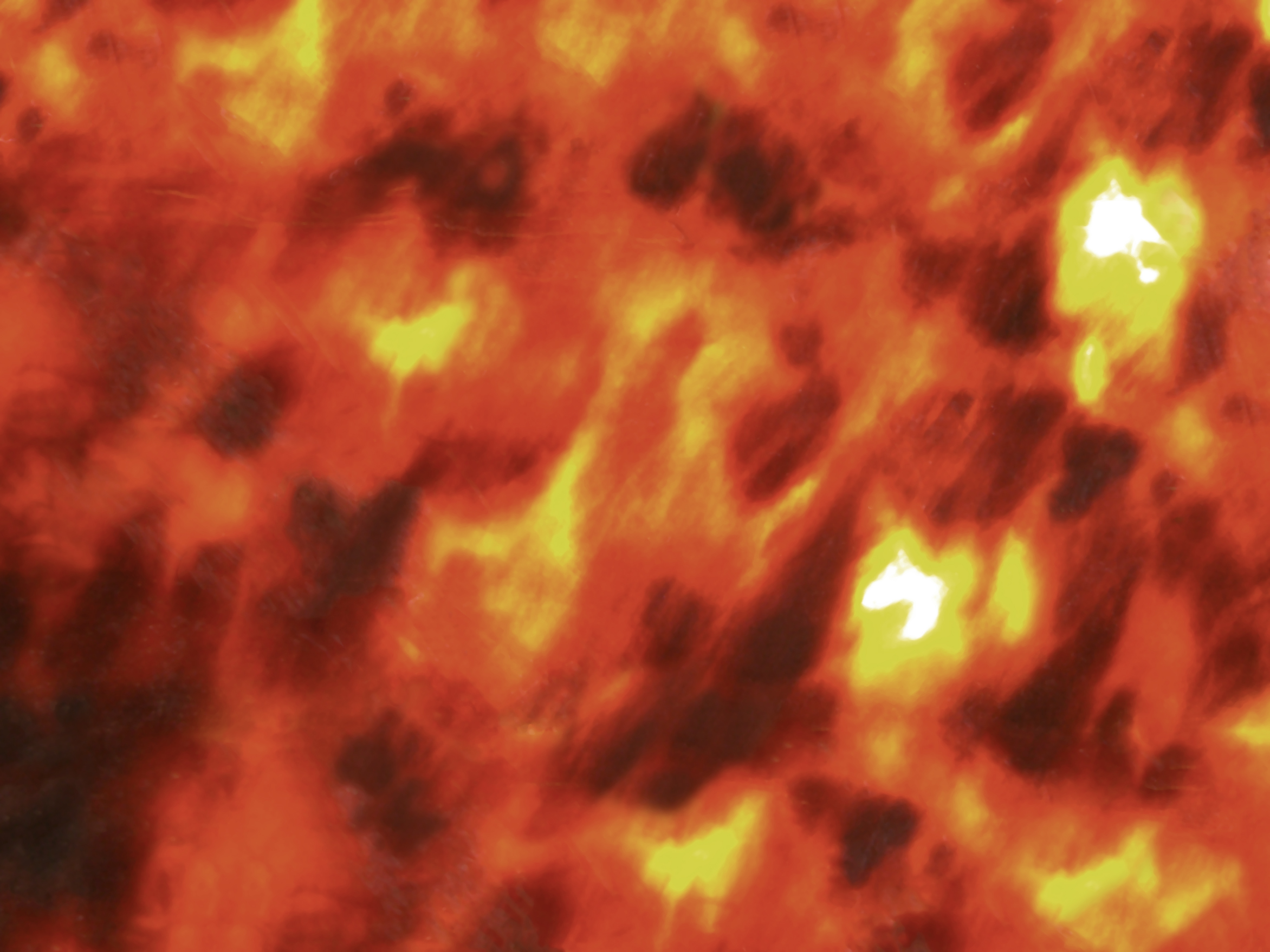
背光下的玳瑁材料

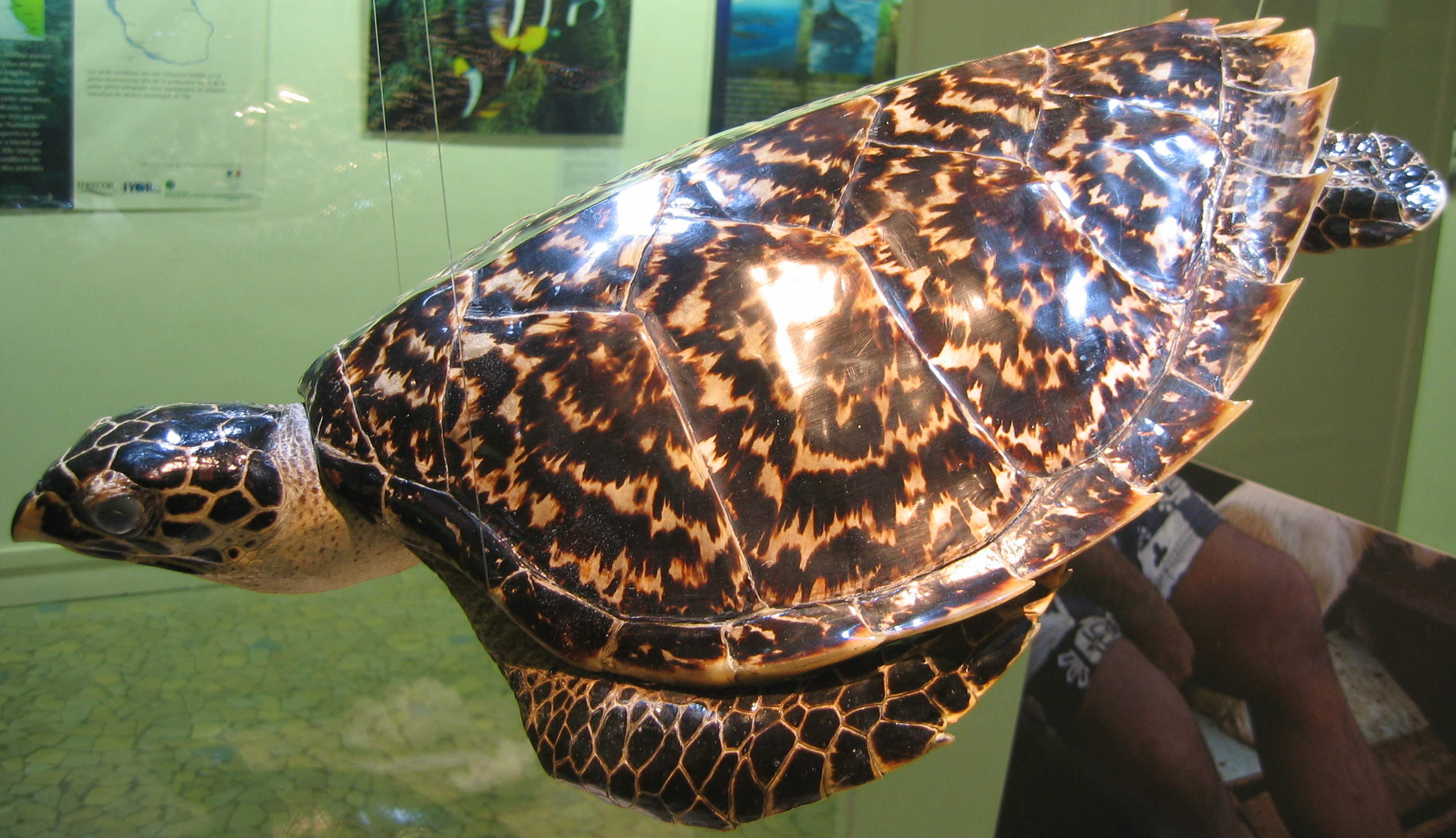
法国巴黎金门宫（Palais de la Porte Dorée）热带水族馆收藏的玳瑁标本

玳瑁也是有机宝石，特指玳瑁背甲，为非晶质体，呈微透明至半透明，具蜡质至油脂光泽。玳瑁可用於制作戒指、手镯、簪（钗）、梳（櫛）、扇子、盒、眼镜框、乐器小零件、精密仪器的梳齿以及刮痧板等器物，而且古筝义甲和古代朝鲜琵琶的撥子也是由玳瑁制作，同时也是螺钿片的材料，有独特神韵和光彩。
很多文化都使用玳瑁工艺品。司马迁《史记·春申君列傳》中有记载：“趙平原君使人於春申君，春申君舍之於上舍。趙使欲誇楚，為玳瑁簪，刀劍室以珠玉飾之，請命春申君客。春申君客三千餘人，其上客皆躡珠履以見趙使，趙使大慚。”大意是赵国平原君使臣出使楚国时，为向春申君炫耀而头戴玳瑁簪身配镶有珠玉的佩剑，结果见到春申君的三千门客时，人人皆脚穿斗大珍珠镶嵌的鞋见客，这表明在中国的战国时期，玳瑁饰品已经是很普遍的男子饰品。唐高祖时期，玳瑁曾用於制造钱币——开元通宝，西安法门寺真身宝塔地宫出土了全世界仅存的13枚玳瑁铸开元通宝，非常宝贵。虽然玳瑁器易蛀，但目前在博物馆中仍能看到慈禧太后和嫔妃日常所用的梳子等物品，以及明末清初名歌妓董小宛遗留下的玳瑁桃花扇，均极精美，为稀世珍宝，北京故宫博物院中也藏有一些玳瑁工艺品。在西方，古希腊和古罗马人用玳瑁制作梳子、刷子和戒指等首饰，古埃及、古希腊和古罗马人将玳瑁镶嵌在家具上。汉代遗址和努比亚人统治时代的埃及古墓中就曾发现过很多精美的玳瑁器。在日本，各種龜鼈當中只有玳瑁的殼用來製作飾品，因此日语将玳瑁壳称为。

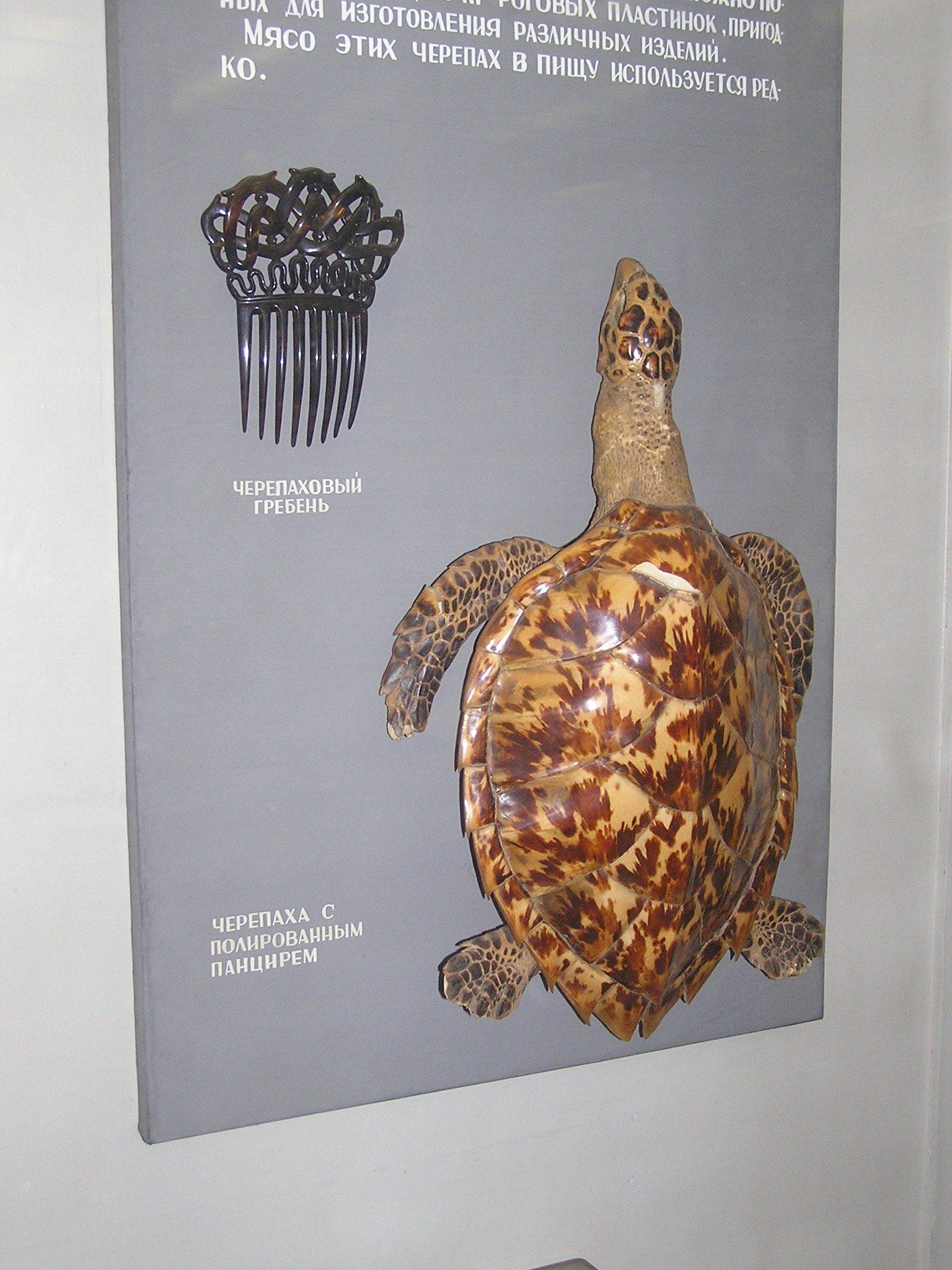
完整的玳瑁标本与插飾梳
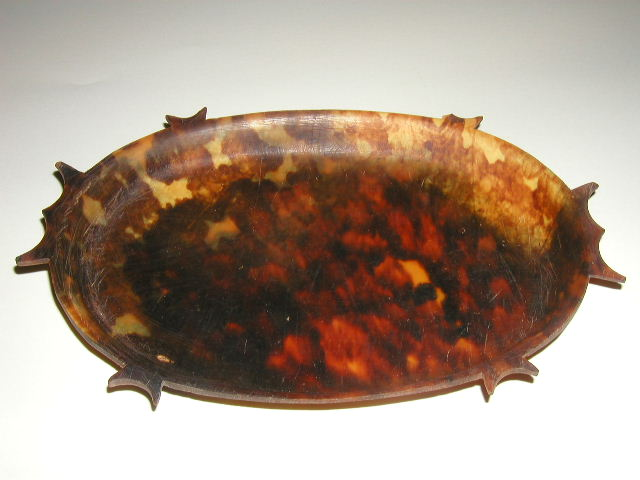
帕劳女人钱（tolúk）
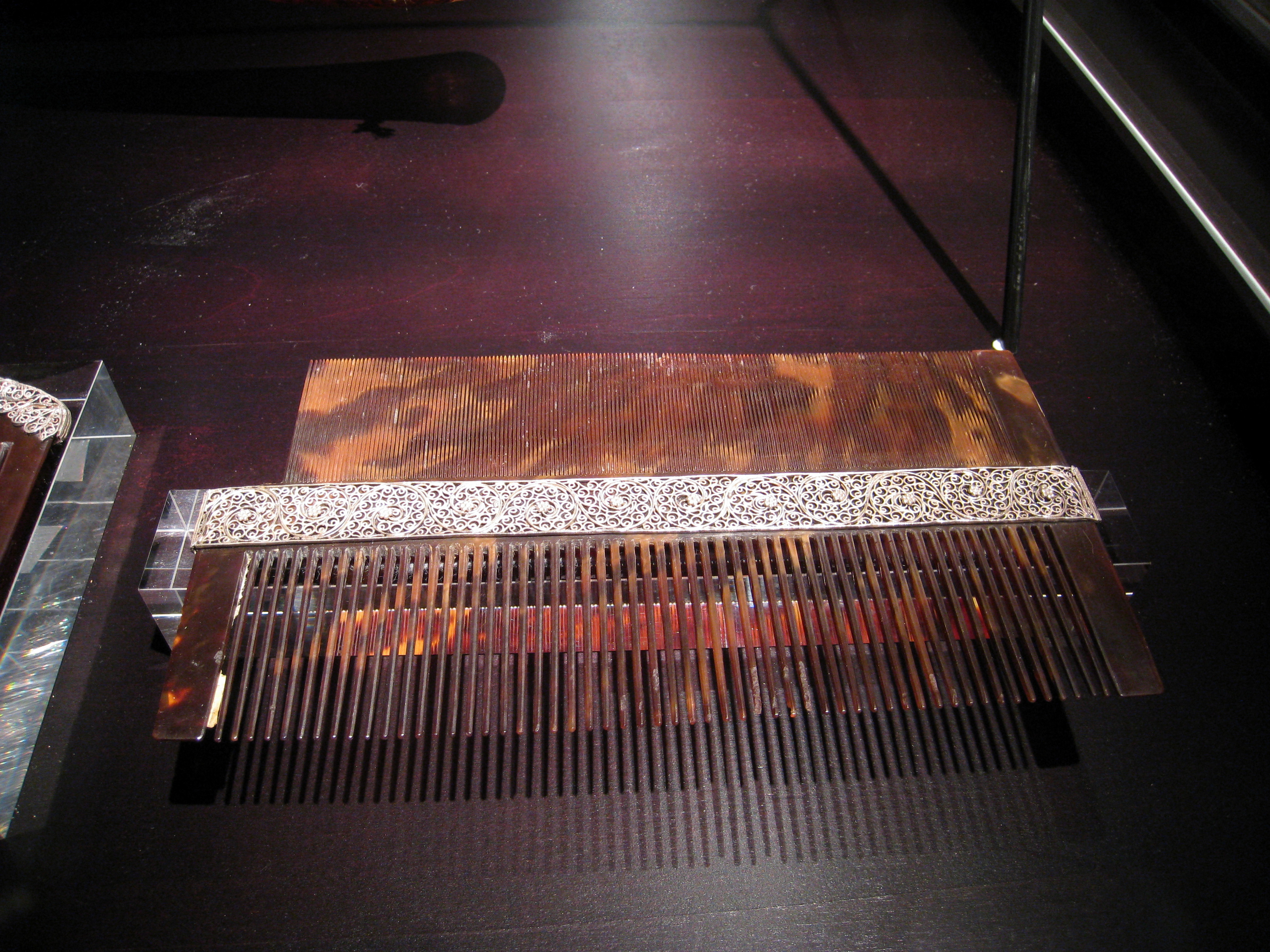
印度梳
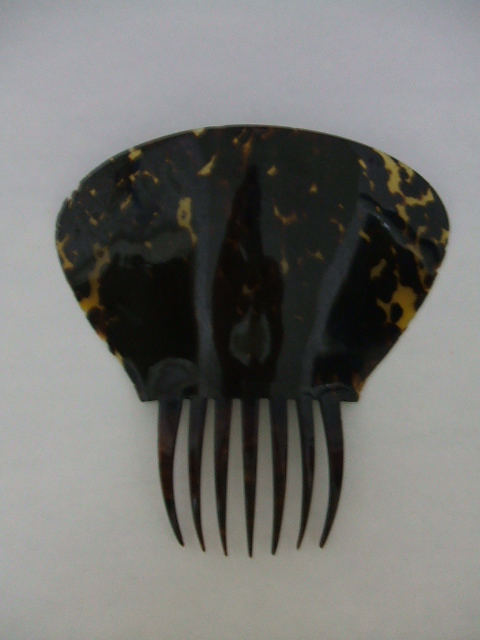
维多利亚时代的插飾梳

### 诗词
玳瑁是中国古典诗歌常出现的意象。汉樂府詩《孔雀东南飞》（《古詩為焦仲卿妻作》）对刘兰芝外貌的精彩描写“足下躡絲履，頭上瑇瑁光”讲述告别之景，繁欽《定情詩》也提到“何以慰別離？耳後玳瑁釵”，“钗”谐音拆，有分离之意，李白也曾写到“常嫌玳瑁孤”；沈佺期《独不见》描述少妇思念夫君的心理活动，其中写到：“卢家少妇郁金堂，海燕双栖玳瑁梁。九月寒砧催木叶，十年征戍忆辽阳。白狼河北音书断，丹凤城南变夜长。谁谓含愁独不见，更教明月照流黄。”诗词也常以“玳瑁筵”（简称“玳筵”）一词来描述筵席的精美与豪华。

### 形象

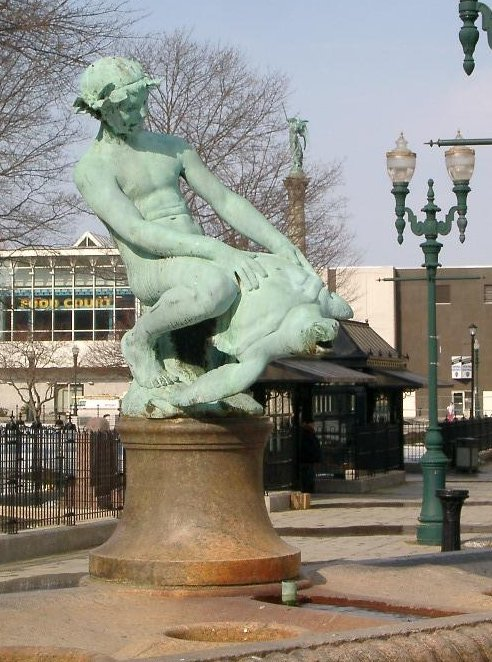
雕塑“海龟男孩”

玳瑁形象刻画在委内瑞拉20强势玻利瓦尔纸币和巴西2雷亚尔纸币背面。
美國马萨诸塞州伍斯特市亦建有非常可爱名为的喷泉雕塑，刻画了一名裸体男孩深情骑在一只大玳瑁上的形象，因此雕塑有“海龟男孩”（Turtle Boy）的爱称。这座雕像就如哥本哈根的美人魚雕像和布鲁塞尔的小于连铜像一样，已经成为伍斯特市的标志象征。当地还举行以雕像命名的音乐竞赛“海龟男孩音乐奖”（The Turtle Boy Music Award），同时也创作出一些与雕像有关的儿童故事。

### 中药
作为中药药用的玳瑁，是出自《开宝本草》一书，其来源为海龟科动物玳瑁的背甲，是平肝息风药的一种。玳瑁药性甘，寒；入心、肝经，有清热解毒，平肝定惊的功效。药用的玳瑁，一般主产於中国的东南方，如广东省、福建省。一般情况下，在捕获玳瑁后，将其倒挂，用煮沸的醋浇在背甲上，净制，去除残肉，干燥。
玳瑁製成為药材後一般为近圆形，三角形或多角形，长10－20厘米。表面颜色为暗褐色的半透明状，并有乳黄色的条纹，内表面有白色的斑点和条纹，纵横交错。玳瑁质地坚硬，不易折断。断面角质。气微，味淡。玳瑁有清热解毒、平肝定惊的功效。可以用来治疗热病神昏、惊厥、中风阳亢的症状。其中有名的治疗急风中恶的玳瑁丸就由玳瑁、安息香、朱砂、雄黄、琥珀、麝香、龙脑组成。其用法用量与使用方法為一般入丸剂或者散剂，每次9－15克，其中虚寒证无火毒者禁服。而玳瑁炮制一般采用滑石粉炒的方法，即为将滑石粉置于锅中，并用文火加热至灵活状态，加入净制好的玳瑁，拌炒，使表面呈微黄色，鼓起，取出。最后筛去滑石粉放凉。
不过，如今玳瑁已归类为次常用中药，而《中国药典》自1995年起也不在正文收载本药品。

## 延伸阅读
[在维基数据编辑]
 《欽定古今圖書集成·博物彙編·禽蟲典·瑇瑁部》，出自陈梦雷《古今圖書集成》